# Студенокська сільська рада
Студено́кська сільська́ ра́да — адміністративно-територіальна одиниця та орган місцевого самоврядування в Ізюмському районі Харківської області. Адміністративний центр — село Студенок.

## Загальні відомості
- Територія ради: 91,83 км²
- Населення ради: 1 823 особи (станом на 2001 рік)
- Територією ради протікає річка Сіверський Дінець.

## Історія
Харківська обласна рада рішенням від 3 квітня 2007 року в Ізюмському районі перейменувала Студеноцьку сільраду на Студенокську.

## Населені пункти
Сільській раді підпорядковані населені пункти:
- с. Студенок
- с. Пасіка
- с. Яремівка

## Склад ради
Рада складається з 16 депутатів та голови.
- Голова ради: Бурлака Володимир Леонідович

### Депутати
За результатами місцевих виборів 2010 року депутатами ради стали:

#### За суб'єктами висування
| Суб'єкт висування           | Кількість обраних депутатів | %    |
| --------------------------- | --------------------------- | ---- |
| Самовисування               | 12                          | 75   |
| Партія регіонів             | 2                           | 12,5 |
| Комуністична партія України | 1                           | 6,3  |
| Партія «Відродження»        | 1                           | 6,3  |

#### За округами
| № округу                    | Прізвище, ім'я, по батькові      | Дата визнання обраним | Освіта             | Партійна приналежність             | Відомості про обраного депутата                                                 |
| --------------------------- | -------------------------------- | --------------------- | ------------------ | ---------------------------------- | ------------------------------------------------------------------------------- |
| Комуністична партія України |                                  |                       |                    |                                    |                                                                                 |
| 15                          | Сгібнєва Антоніна Іванівна       | 01.11.2010            | середня            | позапартійна                       | пенсіонер                                                                       |
| Партія «ВІДРОДЖЕННЯ»        |                                  |                       |                    |                                    |                                                                                 |
| 10                          | Лісняк Інна Михайлівна           | 03.11.2010            | вища               | член Партії «ВІДРОДЖЕННЯ»          | СТГО Південна залізниця, чергова по з-д станції Букіне Південної залізниці      |
| Партія регіонів             |                                  |                       |                    |                                    |                                                                                 |
| 1                           | Мирошниченко Любов Григорівна    | 01.11.2010            | вища               | член Партії регіонів               | Студенокська НВК, заступник директора Студенокської НВК                         |
| 2                           | Поклонська Світлана Валентинівна | 01.11.2010            | вища               | член Партії регіонів               | Студенокська НВК, вчитель початкових класів                                     |
| Самовисування               |                                  |                       |                    |                                    |                                                                                 |
| 3                           | Савченко Любов Володимирівна     | 01.11.2010            | середня            | позапартійна                       | Відділ соц. Допомоги вдома Ізюмської РДА, завідувачка ВСДВТЦ Ізюмської РДА      |
| 4                           | Гончарова Наталія Миколаївна     | 01.11.2010            | середня            | позапартійна                       | Управління праці та соц. Захисту населення, соц. працівник                      |
| 5                           | Шелівальник Сергій Федорович     | 01.11.2010            | середня            | позапартійний                      | Студенокський будинок культури, директор будинку культури                       |
| 6                           | Можаровська Наталія Віталіївна   | 01.11.2010            | середня спеціальна | позапартійна                       | Студенокська НВК, кухар                                                         |
| 7                           | Разумов Ігор Володимирович       | 01.11.2010            | середня            | позапартійний                      | приватний підприємець                                                           |
| 8                           | Заболотний Олександр Миколайович | 01.11.2010            | середня            | позапартійний                      | Дружківський машинобудівний завод, механік відділу капітального будівництва     |
| 9                           | Лобко Галина Вікторівна          | 01.11.2010            | середня            | позапартійна                       | Студенокська сільська рада, секретар Студенокської сільської ради               |
| 11                          | Ільяшова Олена Вадимівна         | 01.11.2010            | середня спеціальна | член Соціалістичної партії України | Студенокська амбулаторія загальної практики — сімейної медицини, медична сестра |
| 12                          | Іванова Вікторія Леонідівна      | 01.11.2010            | вища               | позапартійна                       | КП АБ та БТІ Ізюмського району, технік                                          |
| 13                          | Лобко Микола Миколайович         | 01.11.2010            | середня            | позапартійний                      | пенсіонер                                                                       |
| 14                          | Ільяшова Галина Іванівна         | 01.11.2010            | середня            | позапартійна                       | пенсіонер                                                                       |
| 16                          | Мельник Наталія Василівна        | 01.11.2010            | середня спеціальна | член Комуністичної партії України  | Студенокська амбулаторія загальної практики — сімейної медицини, медична сестра |

## Населення
Згідно з переписом УРСР 1989 року чисельність наявного населення сільської ради становила 2077 осіб, з яких 972 чоловіки та 1105 жінок.
За переписом населення України 2001 року в сільській раді мешкало 1813 осіб.

### Мова
Розподіл населення за рідною мовою за даними перепису 2001 року:
| Мова       | Відсоток |
| ---------- | -------- |
| українська | 93,36 %  |
| російська  | 6,58 %   |